# Chlorozancla
Chlorozancla là một chi bướm đêm thuộc họ Geometridae.